# Professorado Lars Onsager
O Professorado Lars Onsager é uma condecoração acadêmica concedida a pesquisadores um uma ou mais áreas da química, física ou matemática. É concedido em memória de Lars Onsager, laureado com o Nobel de Química de 1968. O recipiente da condecoração é convidado a passar de 3 a 6 meses trabalhando na Universidade Norueguesa de Ciência e Tecnologia (NTNU). O laureado com a palestra deve apresentar uma palestra na NTNU.

## Professorado
- 1993 George Stell, Universidade Stony Brook (física estatística)
- 1994 Vladisav Borisovic Lazarev, Kurnakov Institute of General and Inorganic Chemistry, Moscow (química)
- 1995 Frederick Gehring, Universidade de Michigan (matemática)
- 1996 J. M. J. van Leeuwen, Universidade de Leiden (física estatística)
- 1997 Dick Bedeaux, Universidade de Leiden (química física)
- 1998 V. S. Varadarajan, Universidade da Califórnia em Los Angeles (matemática)
- 1999 Arieh Iserles, Universidade de Cambridge (matemática)
- 2000 Wiktor Petrowitsch Chawin, São Petersburgo (matemática)
- 2001 David A. Brant, Universidade da Califórnia em Irvine (química)
- 2002 John S. Newman, Department of Chemical Engineering, Universidade da Califórnia (engenharia química)
- 2003 Miguel Rubí Capaceti, Facultat de Fisica, Departament Fisica Fonamental, Universidade de Barcelona, Espanha (química)
- 2004 George Batrouni, University of Nice Sophia Antipolis, França (física)
- 2005 Alexander Volberg, Universidade Estadual de Michigan (matemática)
- 2006 John Klauder, Departments of Physics and Mathematics, Universidade da Flórida (física e matemática)
- 2007 Matthieu H. Ernst, Institute for Theoretical Physics, Universidade de Utrecht, Países Baixos (física)
- 2008 Peter S. Riseborough, Department of Physics, Universidade Temple, Philadelphia, Estados Unidos (física)
- 2009 Gerrit Ernst-Wilhelm Bauer, Kavli Institute of NanoScience, Universidade Técnica de Delft, Países Baixos (física)
- 2010 Elisabeth Bouchaud, Head of the Division of Physics and Chemistry of Surfaces and Interfaces at CEA-SACLAY, Gif-sur-Yvette, França (física)
- 2011 George W. Scherer, W. L. Knapp Professor of Civil & Environmental Engineering, Universidade de Princeton
- 2012 Richard Spontak, Department of Materials Science & Engineering, and Department of Chemical & Biomolecular Engineering, Universidade Estadual da Carolina do Norte
- 2013 Reinout Quispel, Universidade La Trobe, Melbourne, Austrália
- 2014 Xiang-Yu Zhou, Academia Chinesa de Ciências, Pequim, China
- 2015 Matthias Eschrig, Royal Holloway, University of London, Reino Unido
- 2016 Jan Vermant, Instituto Federal de Tecnologia de Zurique, Suíça
- 2017 Jian-Min Zuo, Universidade de Illinois em Urbana-Champaign, Estados Unidos

## Palestra
- 1993 Michael Fisher, University of Maryland (física estatística)
- 1994 Benjamin Widom, Universidade Cornell (física estatística e química física)
- 1995 Werner Ebeling, Universidade Humboldt de Berlim (química física)
- 1996 Russell J. Donnelly, Universidade de Oregon (superfluidos)
- 1997 Pierre-Gilles de Gennes, Collège de France (física)
- 1998 Elliott Lieb, Universidade de Princeton (física e matemática)
- 1999 Henk N. W. Lekkerkerker, Universidade de Utrecht, Utrecht (química coloidal)
- 2000 Vaughan Jones, Universidade da Califórnia em Los Angeles (matemática)
- 2001 Michael Berry, Universidade de Bristol (física matemática)
- 2002 Frank H. Stillinger, Departamento de Química, Universidade de Princeton (química)
- 2003 Ivar Giaever, Departamento de Física, Instituto Politécnico Rensselaer (física)
- 2004 Leo Kadanoff, Departamento de Física e Matemática, Universidade de Chicago (física e matemática)
- 2005 Brian Pippard, Laboratório Cavendish, Universidade de Cambridge (física)
- 2006 Rodney Baxter, Centre for Mathematics and Its Applications, Mathematical Sciences Institute, Universidade Nacional da Austrália (física e matemática)
- 2007 Robert Betts Laughlin, Departamento de Física, Stanford University (física)
- 2008 Terence Tao, Departamento de Matemática, Universidade da Califórnia em Los Angeles(matemática)
- 2009 Bertrand Halperin, Departamento de Física, Universidade Harvard (física)
- 2010 Ingrid Daubechies, Departamento de Matemática, Universidade de Princeton (matemática)
- 2011 Peter Hänggi, Instituto de Física, Universidade de Augsburgo, Alemanha
- 2012 Arnold Jay Levine, Instituto de Estudos Avançados de Princeton]]
- 2013 Stanislav Smirnov, Universidade de Genebra, Suíça
- 2014 Konstantin Novoselov, Universidade de Manchester, Reino Unido
- 2015 Jean-Marie Lehn, Collège de France e Laboratoire de Chimie Supramoléculaire, Estrasburgo, França
- 2016 Stefan Hell, Max Planck Institute for Biophysical Chemistry , Göttingen, Alemanha
- 2017 May-Britt Moser e Edvard Moser, Kavli Institute for Systems Neuroscience, Norwegian University of Science and Technology, Trondheim, Noruega